# Ferdinand Arnodin
 Ferdinand Joseph Arnodin  (Sainte-Foy-lès-Lyon, 9 de outubro de 1845 – Châteauneuf-sur-Loire, 24 de abril de 1924) foi um engenheiro e industrial francês.
Especialista em transporte por cabos, é reconhecido como o inventor da ponte de transbordo, sendo o primeiro a patentear a ideia em 1887. Contudo, a primeira ponte deste tipo, a Ponte da Biscaia, foi projetada por Alberto Palacio, com a ajuda de Arnodin.
Nove dos dezoito conhecido exemplos podem ser atribuídos a ele. Três destas ainda existem. Em sua concepção é usada a tecnologia de ponte pênsil e ponte estaiada.

## Maiores obras
- Ponte da Biscaia, Bilbau, 1893, ainda em uso
- Ponte de transbordo Bizerta/Brest, 1898
- Ponte de transbordo de Rouen, 1898
- Ponte de transbordo de Rochefort, 1900, ainda em uso
- Ponte de transbordo de Nantes, 1903
- Ponte de transbordo de Marselha, 1905
- Ponte de transbordo de Newport, 1906, ainda em uso
- Ponte de transbordo de Bordeaux, inacabada
- Ponte suspensa Sidi M'Cid, Constantina, Argélia, 1908, 160 m de vão